# Bartosz Kurek
Bartosz Kamil Kurek (* 29. August 1988 in Wałbrzych) ist ein polnischer Volleyballspieler.

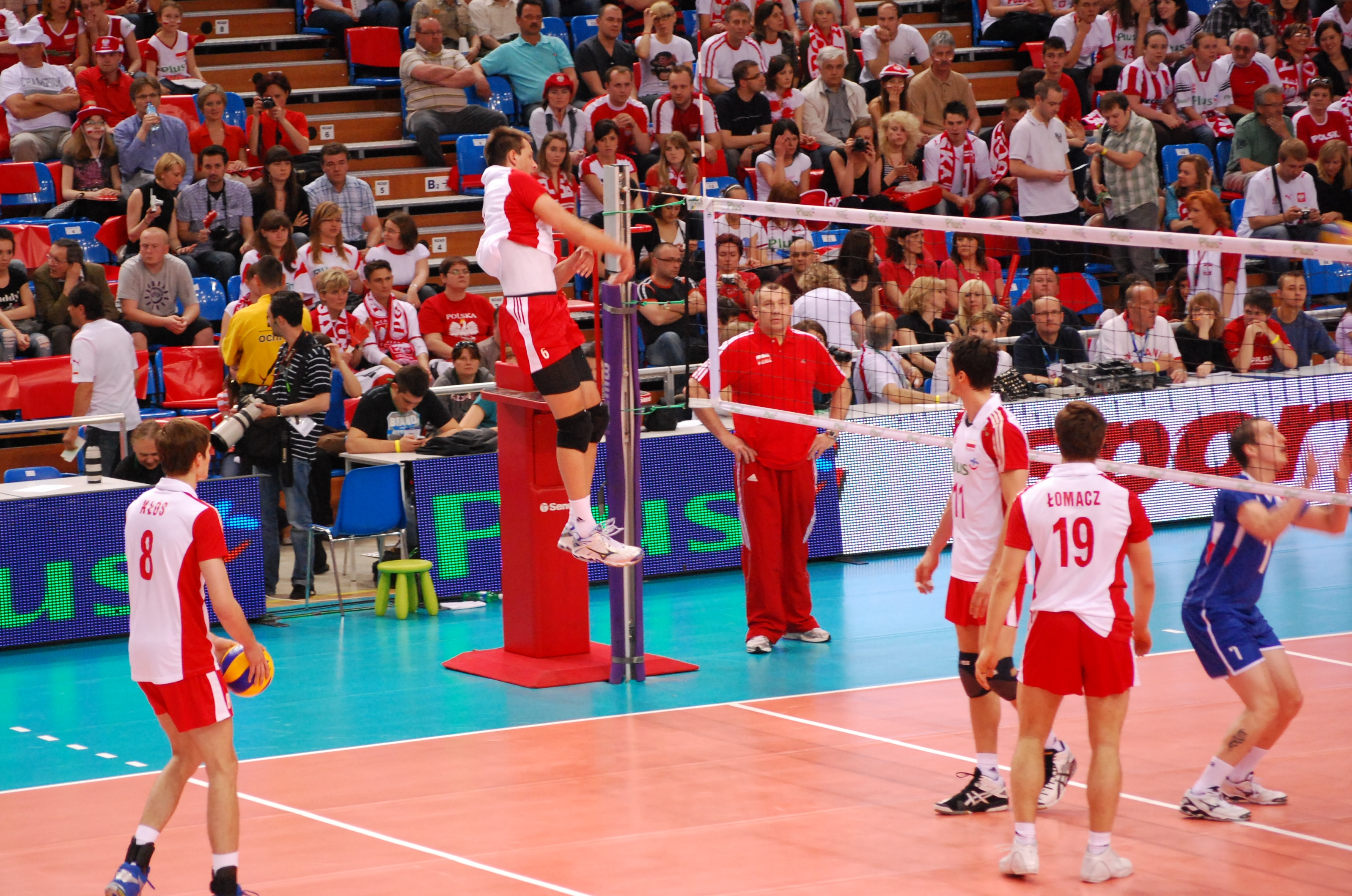
Kurek im Angriff, Mai 2010

## Karriere
Kurek ist der Sohn des polnischen Volleyballnationalspielers Adam Kurek. Er begann seine Karriere 2004 bei AZS PWSZ Nysa. Nach einer Saison wechselte er zu Zaksa Kędzierzyn-Koźle. 2007 hatte der Universalspieler seinen ersten Einsatz in der polnischen Nationalmannschaft. Ein Jahr später ging er zum Ligakonkurrenten Skra Bełchatów. Kritiker befürchteten, dass er dort nur Ersatzspieler sein würde, aber der Verein gewann in der ersten Saison mit Kurek das nationale Double aus Meisterschaft und Pokalsieg. Anschließend nahm Kurek an der Europameisterschaft in der Türkei teil, bei der Polen zum ersten Mal den Titel gewann. Im September 2009 wurde er wie seine Mitspieler mit dem Orden Polonia Restituta ausgezeichnet. Mit Bełchatów verteidigte Kurek 2010 und 2011 erfolgreich den Titel in der polnischen Liga; außerdem gelang 2011 erneut der Pokalsieg. Im Jahr 2011 feierte er außerdem weitere Erfolge mit der polnischen Auswahl. Bei der EM in Österreich und Tschechien erreichte Polen ebenso den dritten Platz wie in der Weltliga, in der Kurek die Wertung der besten Scorer für sich entschied. Im World Cup wurde das Team Zweiter. 2012 gewann Kurek mit Bełchatów zum dritten Mal den nationalen Pokalwettbewerb. In der Champions League unterlag der Verein als Gastgeber des Final Four erst im Tiebreak des Endspiels gegen VK Zenit-Kasan. 2012/13 spielte er für den russischen Verein VK Dynamo Moskau.
Von 2013 bis 2015 spielte Kurek in Italien bei Lube Banca Macerata. In den Folgejahren wechselte er fast jährlich den Verein und spielte bei Asseco Resovia, Skra Bełchatów, Ziraat Bankası Ankara, Stocznia Szczecin, Onico Warsaw, Vero Volley Monza, Wolfdogs Nagoya und ZAKSA Kędzierzyn-Koźle.
2018 gewann er mit der Nationalmannschaft die Goldmedaille bei der Weltmeisterschaft und wurde zum Most Valuable Player ausgezeichnet. 2024 gewann er bei den Olympischen Spielen in Paris die Silbermedaille.